# Castello di Wilhelmshöhe
Il castello di Wilhelmshöhe è un edificio situato nel Bergpark Wilhelmshöhe a Kassel, in Germania.
Il 23 giugno 2013 il parco di Wilhelmshöhe con il castello è stato dichiarato patrimonio dell'umanità dell'UNESCO.

## Geografia
Il castello si trova ad ovest di Kassel alla base delle colline che circondano la città. L'edificio si trova ad un'altezza di 282 m. s.l.m. e si trova in asse con il monumento di Ercole all'interno del parco. L'asse che collega il castello al monumento di Ercole attraversa anche tutto il parco e con il viale di prolungamento, chiamato Wilhelmshöher Allee, mette in comunicazione il castello con il centro storico di Kassel.

## Storia
Sul luogo in cui sorge il castello esisteva nel XII secolo il convento Weißenstein dell'ordine degli agostiniani. Con la secolarizzazione, durante la Riforma, il convento per volere di Filippo I d'Assia divenne un casino di caccia, con il nome di Schloss Weißenstein. Il langravio Maurizio d'Assia-Kassel volle ristrutturare completamente l'ex-convento costruendo ex novo un palazzo residenziale. Qui Carlo I d'Assia-Kassel diede il via ai lavori di ammodernamento del parco circostante sotto la supervisione dell'architetto italiano Giovanni Francesco Guerniero. Alla corte di Carlo I si ricorda anche la presenza del violinista italiano Pietro Locatelli e del compositore francese Jean-Marie Leclair.
L'attuale aspetto del castello è invece il risultato di un'altra modifica, voluta dal langravio Guglielmo I d'Assia-Kassel, che affidò l'incarico all'architetto Simon Luis du Ry. Il nuovo castello venne edificato fra il 1786 e il 1798 in stile neoclassico ispirandosi a modelli inglesi. Il castello fu pianificato come un edificio aperto al parco, caratterizzato da tre corpi: quello centrale di forma rettangolare con due absidi sul lato corto, da cui si sviluppano a partire dalle absidi due ali semicircolari che si collegano agli altri due corpi, che presentano una struttura identica al corpo centrale. Le pareti di questi tre corpi sono modellate da avancorpi e nella struttura centrale si apre l'ingresso monumentale realizzato come il portico di un tempio.
Durante l'occupazione napoleonica della Germania (1806-1813) il castello divenne la reggia del re Girolamo Bonaparte, sovrano del regno di Vestfalia. Il castello con la Restaurazione tornò proprietà dei langravi di Assia-Kassel. Dopo la guerra franco-prussiana del 1870/71, Napoleone III venne imprigionato a Wilhelmshöhe. Con la formazione della Germania il castello divenne residenza dei sovrani prussiani e soprattutto l'imperatore Guglielmo II ne fece ampio uso come residenza estiva e rifugio personale.
Nel 1918 Wilhelmshöhe divenne sede del Comando dell'Esercito Tedesco (OHL): fu lì che i comandanti militari Hindenburg e Ludendorff prepararono la capitolazione tedesca. Fra il 1944 e il 1945 il castello venne bombardato dalla Royal Air Force britannica. L'edificio venne danneggiato, soprattutto la cupola che coronava il corpo centrale subì gravi danni. Nel 1961 furono intrapresi i lavori di restauro. L'aspetto attuale del castello è il risultato di questo restauro diretto dall'architetto Paul Friedrich Posenenske. Riparati i gravi danni dei bombardamenti, è divenuto dal 1976 la sede definitiva di due delle più importanti collezioni della città e di importanza mondiale.

## Oggi
Il castello è divenuto sede di alcuni musei. 
- La galleria d'arte, la Gemäldegalerie Alte Meister: con una ricca collezione di opere di Rembrandt.
- La collezione archeologica, la cosiddetta Antikesammlung: fra le molte opere greche e romane si ricorda l'Apollo di Kassel.
- Il museo dell'Assia e di Kassel, ossia il Museumslandschaft Hessen Kassel.

## Galleria d'immagini

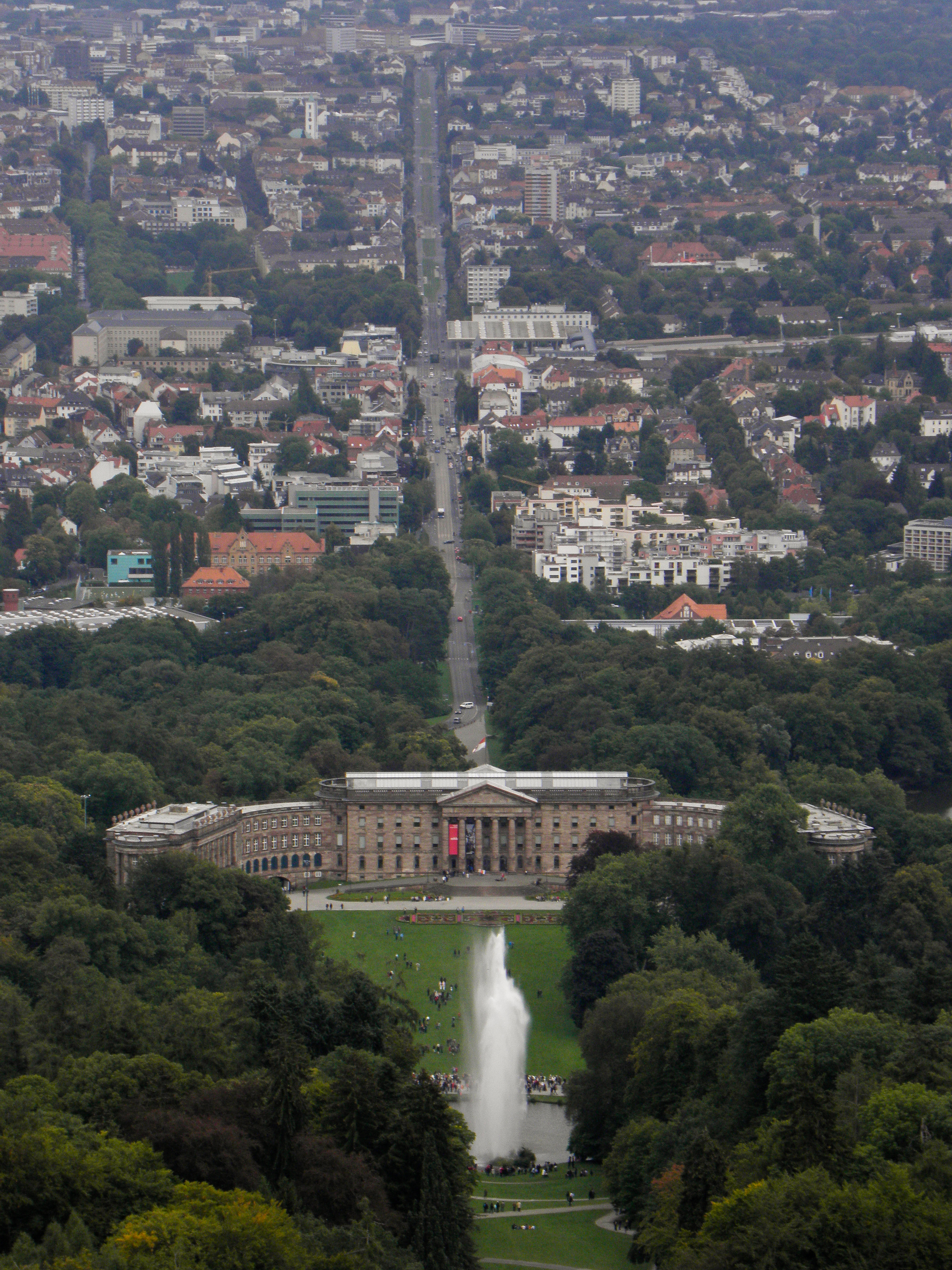
Veduta aerea del palazzo
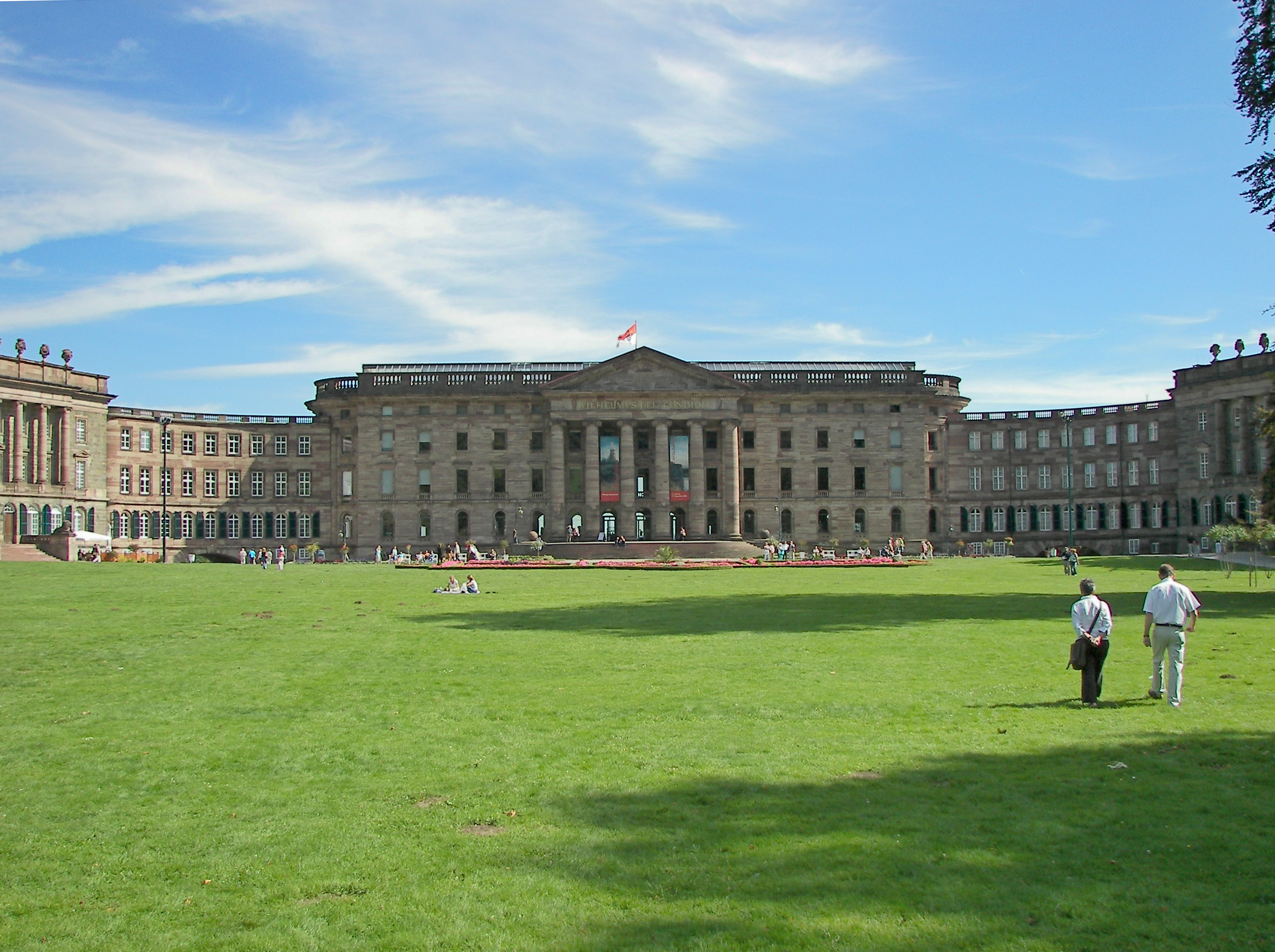
Veduta della facciata d'ingresso dal parco
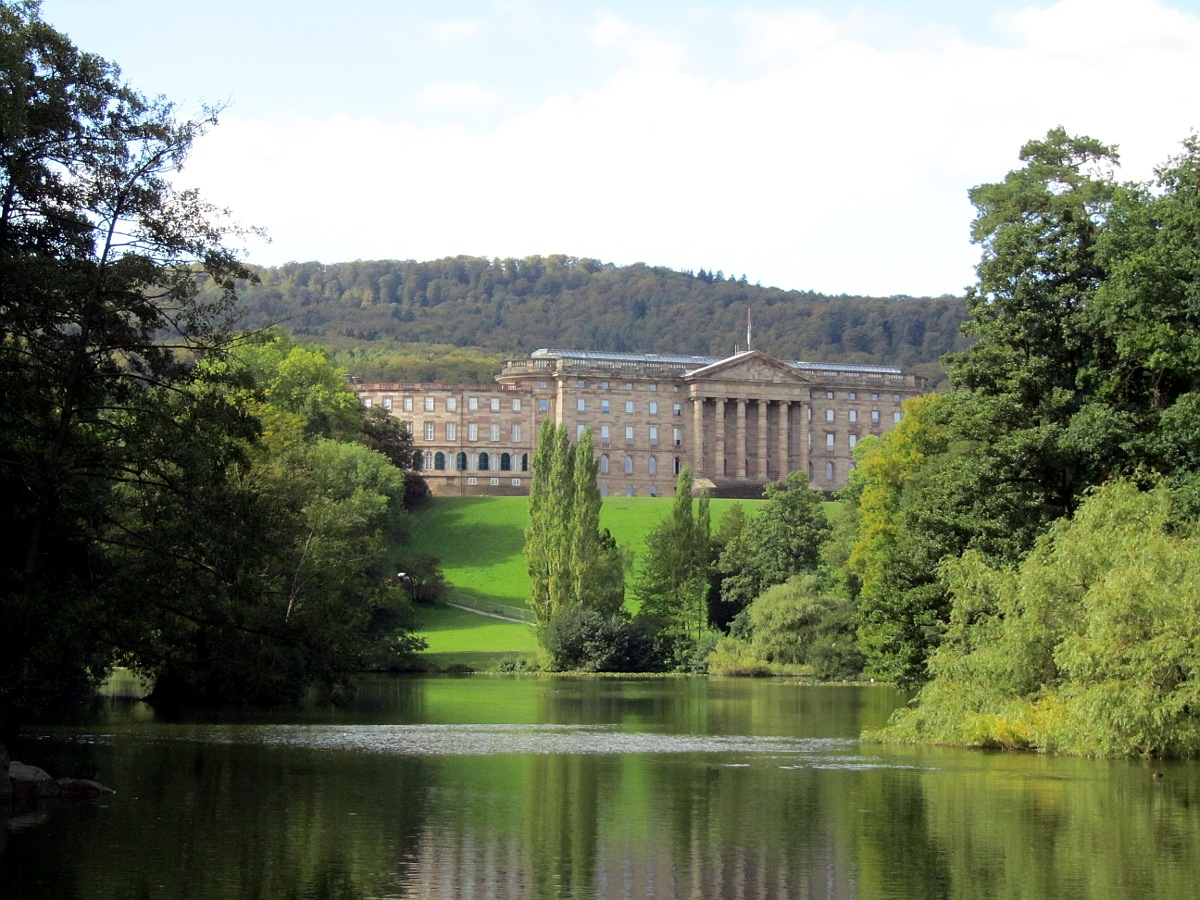
Vista del palazzo dal parco
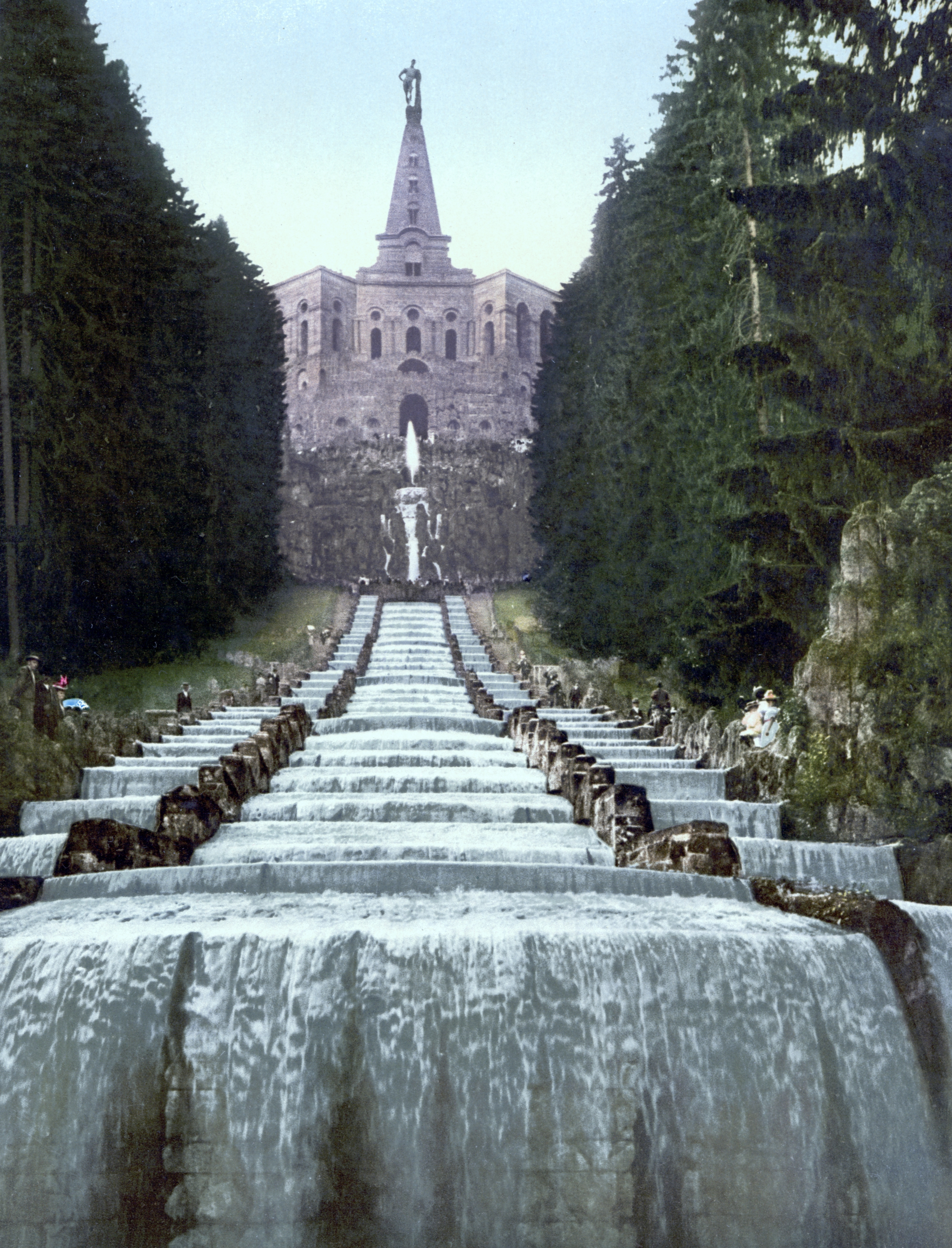
Veduta del monumento di Ercole con cascata nel parco